# فلاديمير ليونوف (متسابق دراجات نارية)
فلاديمير ليونوف (بالروسية: Леонов, Владимир)‏ مواليد 26 أبريل 1987 في دونيتسك، هو متسابق دراجات نارية روسي. نافس في سباقات بطولة العالم لفئة 250 سي سي ولفئة 50 سي سي. كما شارك في بطولة العالم للسوبرسبورت.

## روابط خارجية
- فلاديمير ليونوف على موقع MotoGP.com (الإنجليزية)
- فلاديمير ليونوف على موقع WorldSBK.com (الإنجليزية)